# Tanacetum vulgare
Tanacetum vulgare được gọi là cúc hương ngải. là một loài thực vật có hoa trong họ Cúc. Loài này được Carl von Linné miêu tả khoa học đầu tiên năm 1753.